# Ed Bennett
Edward Grant Bennett (conocido como Ed Bennett; Oakland, 20 de diciembre de 1937-Vista, 7 de enero de 2018) fue un deportista estadounidense que compitió en vela en la clase Star. Ganó una medalla de bronce en el Campeonato Mundial de Star de 1978.

## Palmarés internacional
| Campeonato Mundial | Campeonato Mundial             | Campeonato Mundial | Campeonato Mundial |
| Año                | Lugar                          | Medalla            | Clase              |
| ------------------ | ------------------------------ | ------------------ | ------------------ |
| 1978               | San Francisco (Estados Unidos) | Medalla de bronce  | Star               |